# Заксенбрунн
Заксенбрунн (нім. Sachsenbrunn) — громада в Німеччині, розташована в землі Тюрингія. Входить до складу району Гільдбурггаузен.
Площа — 33,85 км2. Населення становить Невірний параметр metadata 16 069 039 ос. (станом на 31 грудня 2021).